# Neuenkirchen (Lüneburger Heide)
Pour les articles homonymes, voir Neuenkirchen.
Neuenkirchen est une municipalité allemande du land de Basse-Saxe et l'arrondissement de la Lande (Heidekreis).